# Wang Peixuan
Wang Peixuan (kinesiska: 王 沛宣), född 14 mars 2000, är en kinesisk rodelåkare.

## Karriär
Wang tävlade för Kina vid olympiska vinterspelen 2022 i Peking, där hon slutade på 29:e plats i damernas singel. Wang var även en del av Kinas lag tillsammans med Fan Duoyao, Huang Yebo och Peng Junyue som slutade på 12:e plats i lagstafetten.